# QSO B1030+585

QSO B1030+585 是一個位在大熊座 的類星體。

## 外部連結
- www.jb.man.ac.uk/atlas/（页面存档备份，存于）
- Simbad